# Free party
Pour les articles homonymes, voir Teknival et Rave party.

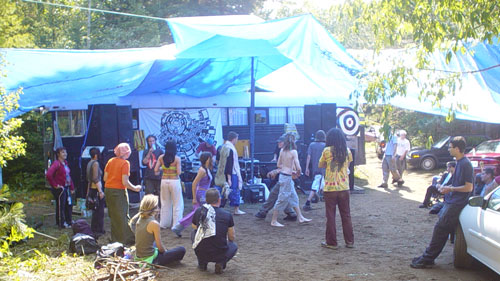
Espace de repos, habituellement installé à côté du sound system et appelé chill-out.

Une free party, parfois stylisé free-party (plus communément nommée free, teuf, ou tawa selon les régions et générations), est une réunion musicale festive et politique organisée par un collectif de bénévoles appelé sound system, durant laquelle est diffusée de la musique électronique, et pouvant réunir de quelques dizaines à plusieurs milliers de participants. Au-delà de la composante musicale qui est essentielle et tout à fait caractéristique, ces fêtes promeuvent une idéologie et des valeurs de liberté, de partage et d'autogestion, relayant des messages politiques forts et engagés.
Ces fêtes peuvent être organisées en zones autonomes dans lesquelles des règles sont parfois dictées (interdiction de jeter les mégots par terre, par exemple). L'engouement pour les free-parties est tel qu'il a influencé d'autres soirées essayant d'en reprendre les codes, mais dans un cadre légal et apolitique (les soirées Possession à Paris ou "l'usine" à Genève par exemple).
Ces rassemblements sauvages et non réglementés peuvent provoquer des dommages, notamment à l'environnement naturel : pollution due aux mégots, canettes, bouteilles et déchets en tout genre, destruction de la flore, perturbation — voire mise en danger — de la faune (notamment à cause du bruit, des lumières et de la pollution), ainsi que des nuisances aux humains : dégâts aux cultures, nuisances sonores pour le voisinage, dégradation de lieux privés, atteintes au droit de propriété.

## Terminologie
L'usage du terme « free party » plutôt que du terme « rave party » est attribué au Spiral Tribe, un des collectifs anglais réputés pour avoir fait connaître la free party à travers l'Europe,. La free party propose un accès gratuit ou sur donation. Le terme « son » désigne souvent le système de sonorisation en lui-même, comme dans l'expression « mur de son » qui désigne l'alignement d'enceintes diffusant la musique ou dans l'expression « poser du son » qui désigne l'action de mettre en place un tel système de sonorisation. Mais ce terme peut aussi s'employer comme synonyme francophone de « sound system » pour désigner l'ensemble des personnes participant à l'organisation de la free party. Utilisé dans ce sens, il peut aussi être synonyme de tribe (anglais pour « tribu »), terme qui met en avant l'organisation, comme le mode de vie tribal et communautaire souvent adopté par les participants.
Selon les régions francophones, et les générations, une free party est également appelée simplement free, rave, teuf, ou tawa. Les participants à de tels événements sont appelés teufeurs, ou par ambiguïté ravers. Au pluriel, on parle de free parties.
Le terme de free dans ce contexte est utilisé pour indiquer l'absence supposée de restrictions et de règles gouvernementales, mettant en avant les valeurs d'autogestion et de respect du site et d'autrui et de la liberté de chacun, mais peut aussi être rattaché à la mise en avant du prix d'entrée sur donation libre (souvent une donation de quelques euros, mais le système de troc et le partage y sont aussi encouragés). En effet, dans ce type d'évènement il est plus facile d'aborder les gens et de parler de sujets tabous, d'incarner un personnage ou au contraire d'exprimer sa nature profonde, dans des limites qui seront dictées plus par une logique morale que légale, et mises en places par les organisateurs (si les lois ne sont pas forcément respectées en free-party, pour autant il n'y règne pas le chaos et les teufeurs se respectent mutuellement)[réf. nécessaire].
Le terme free ne doit pas être seulement entendu dans le sens de « gratuit » mais avant tout dans le sens de « libre » (comme en anglais). Ces fêtes tiennent à se démarquer des soirées « conventionnelles » que les organisateurs de free party considèrent comme du mercantilisme.

## Histoire

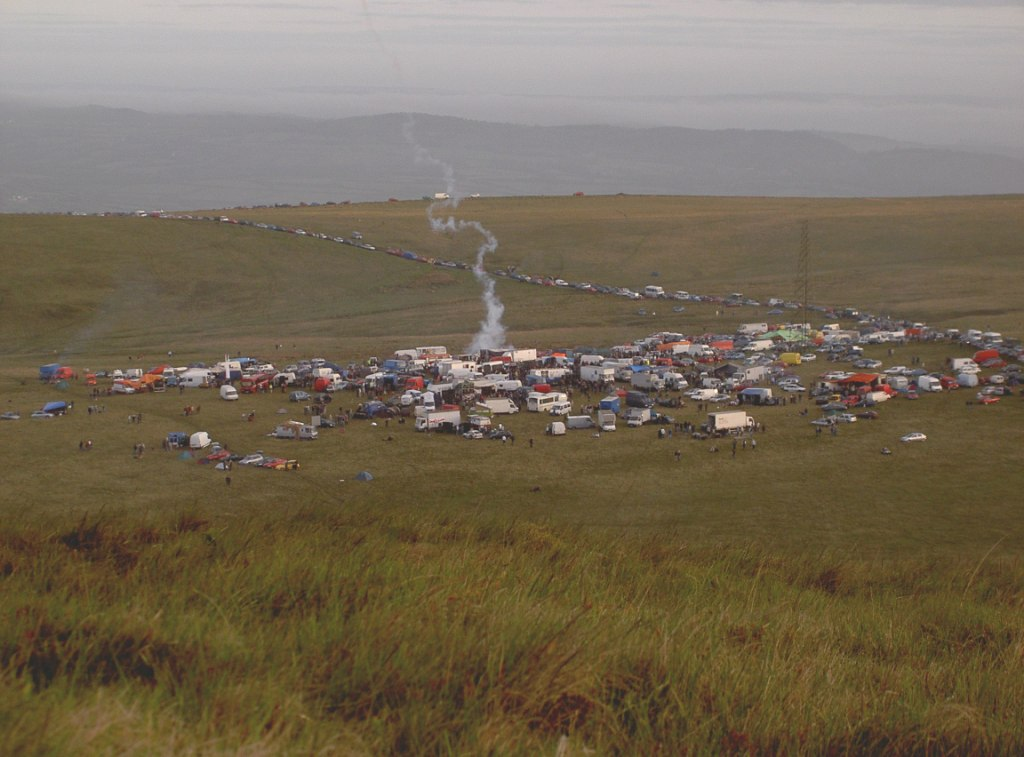
Free party, vue d'ensemble (UK Tek, mai 2005, Pays de Galles).

Les premières free parties voient le jour en 1987, lors de la restriction de la vie nocturne anglaise instituée par Margaret Thatcher. Celle-ci interdit les rassemblements nocturnes au-delà de 2h du matin, ce qui engendra une vague contestataire qui se traduisit par l'émergence de fêtes illégales. À cela s'ajoute un cadre socio-économique particulier, en effet le pays est alors en pleine crise industrielle. Bientôt les entrepôts et les usines abandonnés serviront de lieu de réunion pour toute une jeunesse désenchantée : c'est la naissance des warehouse parties (« fêtes de hangars »), à proprement dit les premières teufs.
Après l'émergence des parties acid house durant la fin des années 1980, 4 000 personnes étaient attendues pour danser en free party. Ces événements étaient organisés chaque fin de semaine. Le bruit et les incidents qu'engendraient ces fêtes en milieu rural, comme Genesis '88, ont été dénoncés dans les médias de masse. Le gouvernement britannique sanctionne ces parties illégales de 20 000 £ et de six mois de prison. En France, la première free party nommée Teknival, a été organisée en 1993 près de Beauvais. Les interventions policières ont mené ces parties souvent illicites à être organisées en milieu rural. Le mot « rave » était utilisé pour qualifier ces fêtes semi-spontanées habituellement organisées hors du M25 Orbital et qui attiraient pas moins de 25 000 personnes. C'est à cette occasion qu'un groupe du même nom, Orbital, a été fondé. Durant les années 1990, les raves commencent à devenir un phénomène mainstream. Dans les années 1989-1992, les personnes ayant voyagé pour participer aux premières raves tentent d'organiser leurs propres fêtes. Au milieu des années 1990, des compagnies majeures sponsorisent les événements et adoptent le style des free parties à des fins commerciales.
Au début des années 2000, le terme « rave » sert à désigner la communauté impliquée dans la musique électronique particulièrement en Europe. Certains européens s'identifient eux-mêmes comme des « clubbers » plutôt que des ravers. Le terme free party a été utilisé de temps à autre et peut être aperçu dans la vidéo de Spiral Tribe intitulée Forward the Revolution datant de 1992. Certaines communautés préféraient le terme de « festival », tandis que d'autres préféraient le terme « parties ». Depuis que des lois sont adoptées pour empêcher voir bannir l'organisation de ces fêtes illicites au Royaume-Uni, ces raves anarchiques sont organisées en Europe et en France, pays dans lesquels les lois donnaient au maximum l'organisation de 4 teknivals par an : deux dans le sud, et deux dans le nord.

### France
En France, les plus grands teknivals attiraient pas moins de 30 000 personnes durant une période de trois jours. Les termes free party et squat party deviennent des termes prédominants pour décrire des fêtes illicites. Les free parties sont très mal perçues, les lois les proscrivent, et les autorités gouvernementales utilisent à quelques occasions des tactiques policières brutales. Le 3 mai 2002 en France, le décret d'application de l'article 53 de la LSQ, dit « décret Vaillant » est signé par le Premier ministre Lionel Jospin. L'association Technopol, association pour la défense, la reconnaissance et la promotion des cultures, des arts et des musiques électroniques, dépose un recours auprès du Conseil d'État pour demander l'annulation du décret d'application au motif que le texte fait peser un régime d'autorisation et non un régime de déclaration comme il a été présenté par le gouvernement aux députés de l'assemblée nationale. Le recours est rejeté et le texte reste appliqué de manière floue. Le décret Vaillant est abrogé par le décret no 2011-1113 créant la partie réglementaire du code de la sécurité intérieure à date d'effet le 1er janvier 2014, et remplacé par des dispositions similaires, prévues à la section II Rassemblements festifs à caractère musical du chapitre Ier du titre Ier du livre II de ce code ; néanmoins, cette modification fait passer du régime d'autorisation au régime de déclaration, dès lors que le festival dépasse 500 personnes, selon son nouvel article R211-3. La contestation se poursuit dans la longueur, avec un appel à manifestation mobilisant les sound systems français les 24 et 30 janvier 2015, afin de protester contre les saisies de matériels, demander leur restitution, et assouplir les seuils de déclaration des free parties[réf. souhaitée].
Le 17 février 2024, 500 teufeurs manifestent devant l'hôtel de ville à Brest, en Bretagne, pour dénoncer les interventions policières lors des free parties dans la région.
Du 29 au 31 mars 2024, un teknival est organisée dans l'aérodrome de Pluguffan, rassemblant sur trois jours près de 15 000 personnes au total, dont jusqu'à un pic 8 000 en simultané.

## Caractéristiques

### Contexte

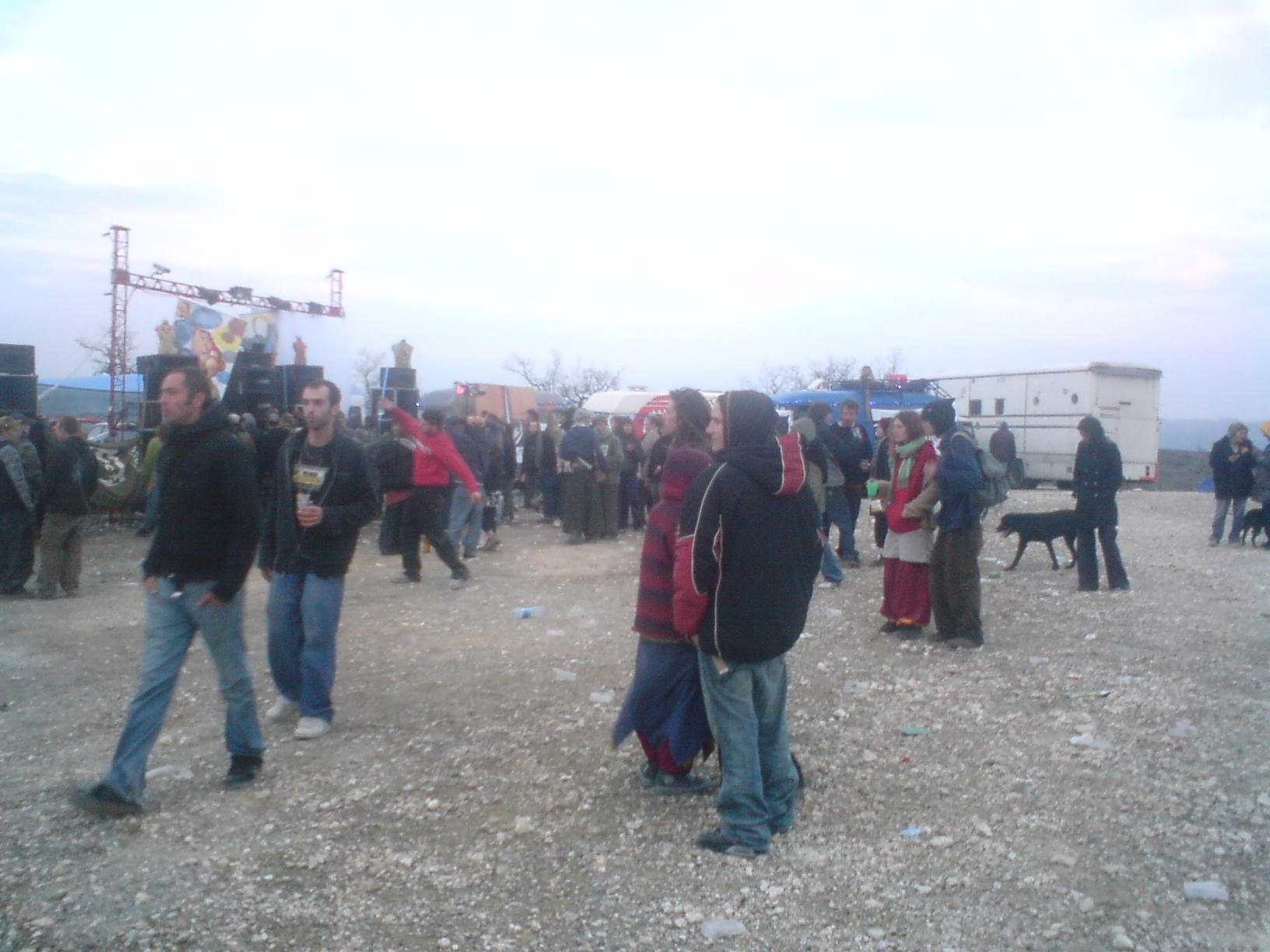
Free party à Cahors, France.

La motivation des organisateurs peut aller du simple plaisir de partager ses musiques originales au militantisme politique. Il existe un lien fort entre les ZAD, les squats, les modes de vie alternatifs et altermondialistes, la culture punk et les idéologies d'extrême gauche (notamment l'anarchisme), et les teufs.
Dans l'univers de la vie nocturne et festive, ces rassemblements tiennent une place toute particulière et se distinguent par la rémanence de certaines valeurs : esprit libertaire et anarchique (anarchie étant ici employé dans son sens premier, et non en synonyme de anomie), désir d'évasion, rejet du contrôle social et de l'autorité étatique, tolérance, partage et respect mutuel. Ils ont aussi pour points communs leur caractère illégal et des cadres festifs particuliers (lieux abandonnés, éloignés des centres urbains, pleine nature…), ainsi qu'une dimension « secrète » (les informations concernant le lieu ne sont dévoilées qu'au dernier moment, et de façon parfois très sommaire, ce qui peut donner lieu à de véritables péripéties nocturnes pour parvenir à dénicher la fête).
De par la structure même de ces fêtes qui se veulent totalement libres, elles ne bénéficient pas de cadre constant. Le plus souvent elles adoptent néanmoins un schéma horaire type : début en fin de soirée aux alentours de 23 h (en général un samedi), puis prolongation jusqu'au lendemain, lorsque les danseurs décident de s'en aller, entre 13 h et 17 h le plus souvent. Ce schéma est cependant protéiforme, notamment dans le cadre de teknivals ou de multi-sons, qui sont des variantes de la free party en termes d'organisation et d'importance, mais qui peuvent durer plus longtemps.
Par définition, les teufs peuvent exister partout dans le monde, mais on les retrouve principalement en Europe occidentale[réf. nécessaire]. Elles ont très peu évolué dans leur forme depuis les années 1990.

### Structures
Une free party est habituellement organisée dans une zone autonome temporaire (ZAT). C'est un lieu dans lequel des organisateurs « posent » du matériel de sonorisation (« son ») pour le faire écouter aux participants. L'installation d'une free party ne se limite pas au système de sonorisation, qui est souvent accompagné d'un bar improvisé et de stands (produits de seconde main, ou fabriqués par des teufeurs par exemple), mais aussi de stand de réduction des risques (RDR) où l'on trouve souvent des brochures de prévention notamment sur les drogues, la sexualité, la perte d'audition due au bruit, et éventuellement d'un espace de repos désigné sous le nom de « chill-out », souvent proche ou associé au stand RDR.
La sonorisation est assurée par le sound system qui s'érige sous forme d'un « mur de son » (mur d'enceintes acoustiques qui peut parfois atteindre plusieurs mètres de longueur et de hauteur) et devant lequel officient les DJ. Dans une même fête, il peut y avoir plusieurs de ces sound systems, chacun étant alors dévolu à une piste de danse à l'ambiance particulière. Le nombre de kilowatts (standard RMS) que le mur va générer et ses dimensions sont des éléments clefs qu'il est important de préciser lors de l'annonce de la teuf. Plus le sound system sera important, plus la free-party aura d'importance et attirera de monde.
Le lieu — inhabituel pour une soirée : champs, forêts, massifs, grottes, bâtiments désaffectés — est tenu secret jusqu'au commencement de la fête. Les organisateurs mettent souvent en place une infoline (répondeur interrogeable à distance avec un code communiqué sur le tract de la free party) voire assez rarement depuis 2000 le numéro téléphonique d'un DJ qui indique au dernier moment la route à suivre pour trouver la fête, ce qui donne souvent lieu à un jeu du chat et de la souris avec l'institution policière. Les moyens modernes de communication — téléphone portable et internet — permettent de communiquer au dernier moment le lieu et l'information sur la soirée.
En France, le Collectif des Sounds Systems — créé en 2001 pour s'opposer au projet de loi sur la sécurité quotidienne (LSQ) — dénombre en 2005 plus d'une centaine de groupes de sound systems possédant en commun un matériel de sonorisation destiné à être utilisé en free party. Plusieurs lois sont venues encadrer les free parties.

### Genres musicaux
De la musique électronique est diffusée lors d'une free party appelée musique tekno (à différencier de la musique techno et trance, ou autres genres plus brutaux comme la hardtekno, la techno hardcore (breakcore, speedcore, acidcore…) et la drum and bass/jungle, souvent diffusés dans les clubs), où plusieurs styles comme la tribe, l'acid ou encore la mental, sous-genre de la tribe. D'autres styles, comme le gabber aux BPM plus rapides, sont souvent présents.

### Participants
Les participants s'autoproclament « teufeurs ». On ne peut parler de free party sans parler des travellers. Ces nomades modernes, figures emblématiques des free parties, vivent principalement dans des camions aménagés ce qui leur occasionne peu de frais et d'obligations et leur offre une grande liberté. Certaines associations de sound systems sont uniquement composées de travellers dont la grande mobilité leur permet de faire la tournée des divers teknivals européens, événements pouvant rassembler plus d'une centaine de sonorisations, pendant parfois plusieurs jours.
La plus grande partie des participants sont des acteurs de la vie quotidienne de tous horizons sociaux et professionnels, et qui viennent se "libérer" le temps d'un week-end. 

## Arts libres
Dans son aspect de « fête libre », la free party laisse une part importante à diverses formes de création artistique. La jonglerie de feu ou de lumière est mise à l'honneur dans ces rassemblements. Qu'il s'agisse de la musique mixée par les DJ sur des platines (le plus souvent avec des disques vinyles issus eux-mêmes de productions pour la plupart libres de droits SACEM et distribuées via des réseaux alternatifs tels que la vente par correspondance ou de petits magasins spécialisés), ou que ce soit des compositions personnelles jouées en temps réel comme le font les livers, voire avec des interventions vocales en direct pour accompagner le son.
La décoration est une part importante et prend plusieurs formes : structures métalliques décorées, tentures, tags/graphes, sculptures, totems, ainsi que l'ensemble de jeux de lumières. Toute création originale et de préférence colorée est la bienvenue. D'autres formes d'arts s'expriment par des prestations bénévoles, notamment les arts de rue, qui peuvent prendre la forme d'échassiers, de spectacles pyrotechniques improvisés ou non (cracheur de feu, jonglerie avec torches enflammées, bolas, etc.) ou aussi des réalisations de tags en direct, ou plus rarement des concerts et des prestations de théâtre de rue. Le VJing est aussi très présent en free party.

## Dégâts et polémiques
Bien que ces soirées soient considérées par leurs instigateurs comme des endroits d'échange, de partage et de refus du mercantilisme, leur refus des lois et un historique « underground », les conduisent à organiser des fêtes pouvant provoquer de graves atteintes au droit et à l'environnement, et à s'attirer, à cause de la diabolisation du mouvement par les médias et les autorités, les reproches d'une partie de l'opinion publique.

### Atteintes diverses
Le premier sujet de polémique est l'atteinte au droit de propriété. À l'origine, dans un souci de clandestinité, il était rare que les propriétaires des terrains sur lesquels avaient lieu des free parties soient contactés. Et bien que cela ne soit pas choquant pour une construction industrielle désaffectée et effectivement laissée à l'abandon, les terrains agricoles, prairies ou terrains ensemencés sont par contre utilisés par leurs propriétaires et se voient fortement dégradés par l'installation d'une free party. Avec l'évolution des législations dans de nombreux pays, des organisateurs ainsi que d'autres acteurs du mouvement tentent parfois de communiquer avec les propriétaires afin de limiter les conflits, de faciliter la recherche d'un terrain adéquat et d'obtenir une autorisation préalable. Cela n'est cependant pas systématique, et il n'existe pas de moyen permettant de savoir dans quelle proportion cela est fait.
La simple présence de nombreuses personnes et de véhicules dans des espaces naturels peut provoquer de graves dégâts : le piétinement détruit la flore notamment, et ces rassemblements peuvent également gravement perturber la faune, tant par la présence humaine que par le bruit. En 2018, les organisateurs d'une free party sont condamnés à 30 000 euros d'amende et à la confiscation de leur matériel pour avoir provoqué de graves dégâts écologiques dans la réserve naturelle de la Crau.

### Pollution sonore

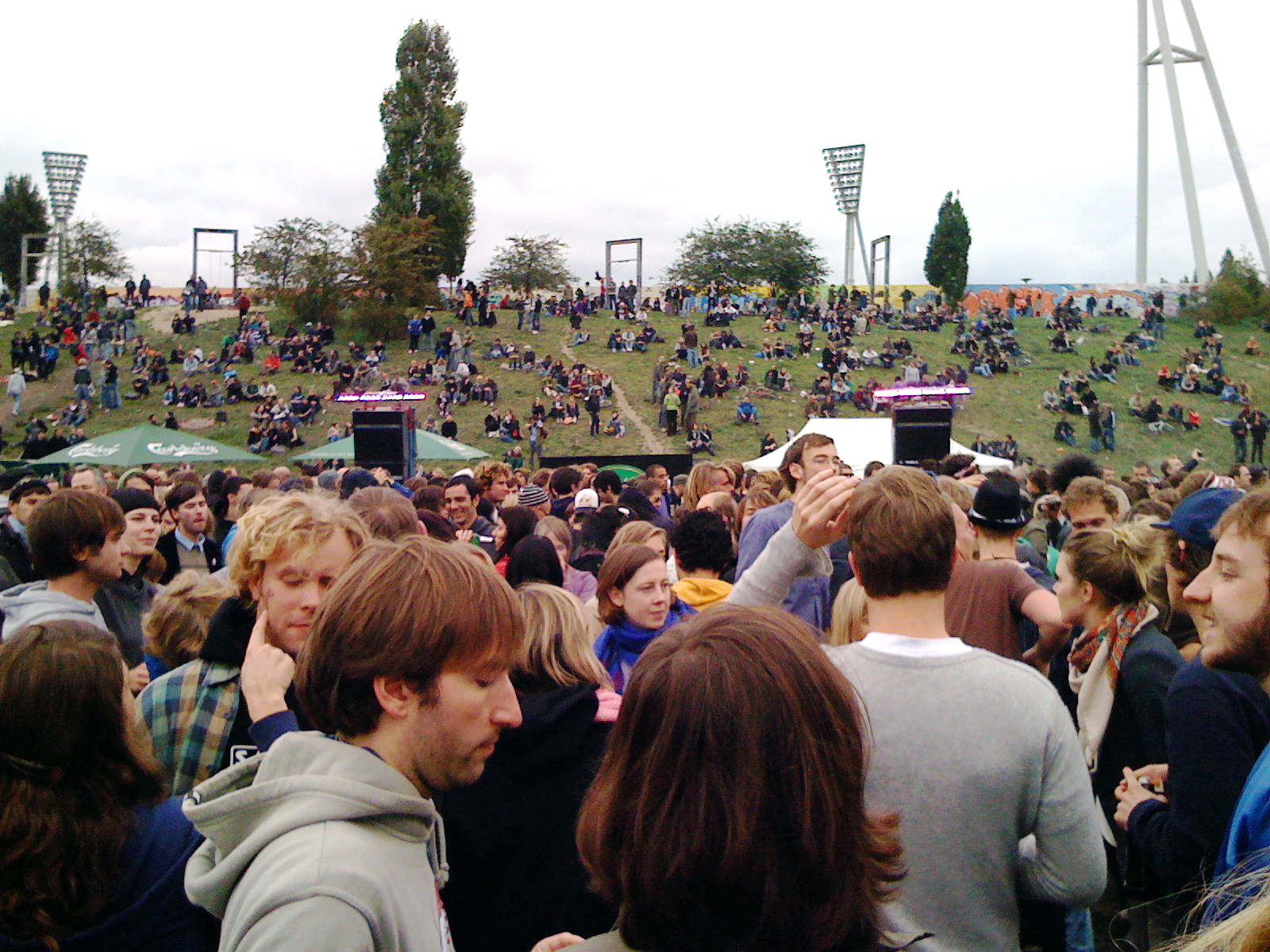
Patentblau (rave) au Mauerpark à Prenzlauer Berg (Berlin, 2008).

La majorité des plaintes relatives à une free party concernent les nuisances sonores. En effet, bien que les fêtes aient lieu dans des endroits reculés, la puissance de la sonorisation fait qu'elles sont audibles à plusieurs kilomètres à la ronde, et affectent légèrement la qualité de vie des habitants et leur santé via la dégradation de leur sommeil. Les organisateurs prennent généralement en compte l'orientation des habitations les plus proches pour placer le son dans une autre direction. Cela cependant n'est pas suffisant, le son se répandant naturellement dans toutes les directions, et particulièrement les basses.

En fin d'évènements, le nombre d'initiatives se multiplient pour encourager au nettoyage, comme l'échange d'un sac-poubelle plein contre une bière ou des coupures solidaires des sons pour le nettoyage en début d'après-midi. Il arrive aussi que quelques teufeurs restent volontairement sur place une partie de l'après-midi pour nettoyer le site. Il arrive en revanche, rarement, que pour une grosse fête de trois jours (teknivals), ce soit plusieurs tonnes d'ordures qui restent en plein champ, à charge pour la commune ou le propriétaire éventuel d'en financer le ramassage, mais sont souvent aidés par les touffeurs bénévoles, quand ils ne sont pas chassés par les forces de l'ordre. 

### Drogues
Du fait de l'esprit libertaire inhérent aux free parties et de l'auto-responsabilisation qui en découle, une grande tolérance existe vis-à-vis des produits psychotropes ou drogues. Malgré cette tolérance, les participants à ces fêtes n'ont pas tous le même comportement face aux drogues, certains ne prennent aucune drogue et la grande majorité a une consommation relativement modérée de ces produits, qu'ils perçoivent comme un simple usage récréatif.
Certains y voient un moyen d'amplifier ou d'illuminer leur conscience personnelle par la transe comme une résurgence des transes communautaires pratiquées en Inde, en Afrique, en Asie ou en Amérique du Sud où un usage social ou religieux est fait des drogues psychédéliques. D'autres y voient surtout un moyen d'éliminer la fatigue par la consommation de stimulants, type amphétamines ou un moyen de limiter la sensation de dépression liée à la descente (fin des effets) des drogues excitantes ou hallucinogènes par la consommation d'opiacés (héroïne, opium, rachacha).
Les principales drogues consommées sont le cannabis, le speed (amphétamine), les champignons hallucinogènes, l'ecstasy, le LSD, la cocaïne et la kétamine. Cette ouverture d'esprit aura aussi permis d'aborder ce problème de front et de tenter d'y apporter des solutions notamment par de la prévention via la réduction des risques avec la mise en place de dépliants informatifs et la présence, au sein de la free party elle-même, de stands d'informations tenus soit par des associations de teufeurs ou d'usagers (en France, par exemple, ASUD, Preven'teuf, Spiritek, Techno+…) soit par des ONG (en France, par exemple, Médecins du monde et Croix-Rouge).

### Au sein du mouvement
De nombreuses polémiques existent au sein du mouvement lui-même. La plus récurrente est celle qui vise à déterminer si le mouvement est avant tout festif ou politique, polémique qui amène différentes interprétations du mouvement : le versant politique restant partisan de petits rassemblements à taille humaine et exempt de toute législation puisque clandestins. La critique se fait plus virulente du fait de l'encadrement de l'État et des investigations menées en marge des rassemblements pour la recherche des infractions, notamment à la législation sur les stupéfiants.
Une autre polémique vise la médiatisation du mouvement et l'afflux massif de participants "non habitués" qu'elle engendre, générant des problèmes de pollution et de facteurs de nuisances (voitures, parkings) et de bruits pour les riverains des communes voisines.

### Non-respect des mesures sanitaires
En 2020, à Lieuron (Bretagne), une rave party réunit 2 500 personnes, dépassant largement le seuil sanitaire réglementaire et présentant un très fort risque de diffusion du virus dans le cadre de la lutte contre la pandémie de la covid-19. Celle-ci ne produira cependant pas de cluster, grâce à la prévention des organisateurs, la distributions de masques et de gel hydroalcoolique mise en place.